# Nářečí nizozemštiny

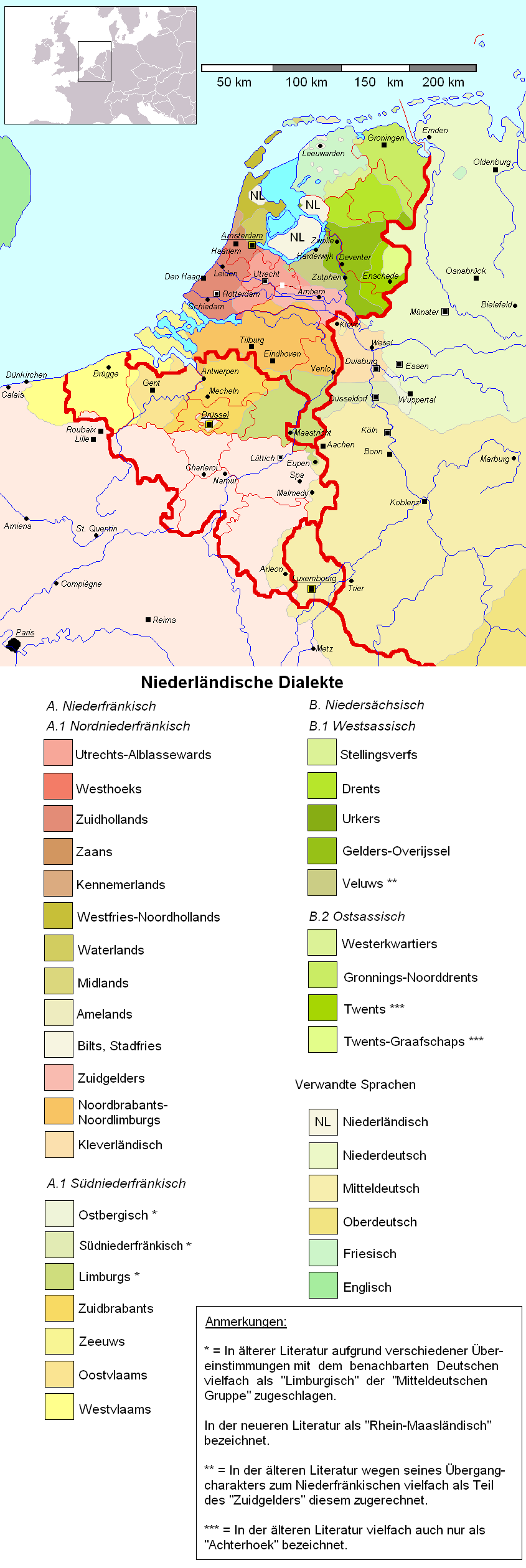
Mapa nizozemských nářečí (německy)

Nizozemština má mnoho nářečí. Nizozemština se také dělí na nizozemskou nizozemštinu a vlámštinu (používaná v Belgii).

## Seznam nizozemských nářečí
- Nizozemština
  - Západní dolnofrancké dialekty
    - Jižní gelderlandština (Zuid-Gelders), používaná v Gelderlandu a v Severním Porýní-Vestfálsku v Německu
    - Brabanština (Brabants), používaná v Antverpách, ve Vlámském Brabantu a v severním Brabantsku
    - Vlámština (Vlaams), hlavní dialekt Belgie
      - Západní vlámština (West-Vlaams), používaná v západní Belgii a v malých částech Nizozemska a Francie
      - Francouzská vlámština (Fransch vlaemsch), požívá se ve Francii, v regionu Nord-Pas-de-Calais, blízko hranic s Belgií
      - Východní vlámština (Oost-Vlaams), požívá se v Belgii, v regionu východní Flandry a v malé části Nizozemska

    - Holandština, používá se v Holandsku
    - Zeelandština (Zeêuws), požívá se především v Zeelandu
    - Městská fríština (Stadsfries), používá se v několika městech ve Frísku
    - Surinamská nizozemština (Surinaams-Nederlands), používá se v Surinamu
    - Jerseyská nizozemština (Jersey Dutch), používala se v New Jersey, USA
    - Mohawská nizozemština (Mohawk Dutch), používala se v kolonii Nové Nizozemí

  - Nizozemské dolnoněmecké dialekty
    - Groningenština (Gronings), používaná v Groningenu
    - Twenst, používá se v Overijssels
    - Drenthština (Drèents), používá se především v Drenthe

  - Východní dolnofranské dialekty
    - Limburština (Lèmburgs), používá se na trojmezí Nizozemsko-Belgie-Německo
    - Jihovýchodní limburština (Zuidoost-Limburgs), používá se také na trojmezí Nizozemsko-Belgie-Německo

### Kreolské jazyky na bázi nizozemštiny
Díky nizozemským koloniím se nizozemština rozšířila mimo Evropu a zde se z ní vyvinuly nové jazyky, z nichž většina vymřela, například:
- Afrikánština (Afrikaans), hlavní jazyk Jihoafrické republiky a Namibie
- Petjo v Indonésii